# Anticlea callidaria
Anticlea callidaria är en fjärilsart som beskrevs av Joannis 1891. Anticlea callidaria ingår i släktet Anticlea och familjen mätare. Inga underarter finns listade i Catalogue of Life.